# فرودگاه توئین کریکس
فرودگاه توئین کریکس (به انگلیسی: Twin Creeks Airport) یک فرودگاه همگانی است که یک باند فرود شن دارد و طول باند آن ۸۸۰ متر است. این فرودگاه در کشور کانادا قرار دارد و در ارتفاع ۸۸۸ متری از سطح دریا واقع شده است.